# Eddie Khan
Edward „Eddie“ Khan (* 1935) ist ein US-amerikanischer Jazzbassist. 

## Leben
Eddie Khan gehört zu den wenigen Jazzmusikern, die von einem Holzblasinstrument zu einem Rhythmusinstrument wechselten. Er begann seine Karriere als Tenorsaxophonist in der Gegend um San Francisco und fing erst in den 1950er Jahren an Bass zu spielen. In dieser Zeit war er Mitglied des Mal Waldron Quartetts und begleitete 1958 die Sängerin Billie Holiday auf dem Monterey Jazz Festival. Bekannt wurde Khan vor allem durch seine Mitwirkung bei einer Reihe von klassischen Sessions des Blue Note Labels in der ersten Hälfte der 1960er Jahre, wie bei Plattenaufnahmen von Donald Byrd,  Joe Henderson, Andrew Hill, Freddie Hubbard und Jackie McLean. Außerdem wirkte er bei Plattenaufnahmen von Eric Dolphy und Bill Barron, sowie dem Quartett von Max Roach und von Shirley Scott bzw. Kenny Burrell mit. Spätere Aufnahmen sind nicht bekannt.

## Diskographie
- Bill Barron: Modern Windows Suite (Savoy Records, 1961)
- Donald Byrd: Blackjack (Blue Note, 1963–1967)
- Eric Dolphy: The Illinois Concert (Blue Note, 1963), Iron Man (Douglas, 1963)
- Joe Henderson: Our Thing (Blue Note, 1963)
- Andrew Hill: Smokestack (Blue Note, 1963)
- Billie Holiday with the Mal Waldron Quartet: At Monterey 58 (Black Hawk, 1958)
- Freddie Hubbard: Breaking Point (Blue Note, 1964)
- Jackie McLean: One Step Beyond (Blue Note)
- Max Roach Quartet: Speak Brother Speak (Fantasy, OJC, 1962)
- Shirley Scott: Legend of Acid Jazz (Prestige Records, 1960–64)